# A Class
A Class è il primo album discografico del gruppo musicale sudcoreano miss A, pubblicato nel 2011 dall'etichetta discografica JYP Entertainment insieme a LOEN Entertainment e KMP Holdings.

## Descrizione
Il 30 aprile 2011, Park Jin-young annunciò di essere atterrato a Los Angeles per delle registrazioni in studio, e il giorno dopo che stava lavorando su una nuova canzone per le miss A. Successivamente, diffuse un preview di 15 secondi di "Good-bye Baby", che avrebbe fatto da traino all'album. L'uscita di A Class, prevista a maggio, fu posticipata al 18 luglio 2011.
I brani originali, non inclusi nei precedenti EP, sono cinque: "From One to Ten" è una ballad ritmata; "Good-bye Baby" esprime la freddezza di una donna verso l'uomo che l'ha lasciata, mentre "Help Me" il desiderio di superare una rottura. "Mr. Johnny" combina una melodia disco/funky con la musica elettronica. "Love Alone" fu creata appositamente per lo spettacolo sul ghiaccio di Kim Yu-na: il gruppo interpretò la canzone durante lo show, mentre Yu-na e altre pattinatrici si esibivano, e il brano uscì come singolo il 2 maggio 2011.
Le promozioni con "Good-bye Baby" iniziarono il 21 luglio 2011 nei programmi M! Countdown, Music Bank, Show! Music Core e Inkigayo, e terminarono il 28 agosto.

## Tracce
1. From One to Ten (하나부터 열까지?) – 3:36 (testo: Kupa, Rado – musica: Rado)
2. Good-bye Baby – 3:45 (Park Jin-young)
3. Help Me – 3:17 (Hong Jisang)
4. Break It – 3:48 (testo: Super Changddai – musica: Tommy Park)
5. Mr. Johnny – 3:05 (testo: Tommy Park, Kim Eunsoo – musica: Tommy Park)
6. Play That Music DJ (그 음악을 틀어줘요 DJ?) – 3:15 (Super Changddai)
7. Step Up – 2:48 (Hong Jisang)
8. Breathe – 3:34 (Park Jin-young)
9. Blanky (멍하니?) – 4:47 (testo: Kim Heeyoung – musica: Shim Eunji)
10. Love Again (다시 사랑?) – 3:26 (Super Changddai)
11. Love Alone – 3:31 (testo: Ursula Yancy – musica: Kahlil Feegel, Alexander Palmer)
12. Bad Girl Good Girl – 3:37 (Park Jin-young)
13. Good-bye Baby (Silver Mix) – 3:53 (Park Jin-young)

Tracce aggiuntive dell'edizione deluxe taiwanese
1. Bad Girl Good Girl (versione cinese) – 3:37 (Park Jin-young)
2. Breathe (versione cinese) – 3:34 (Park Jin-young)
3. Love Again (versione cinese) – 3:26 (Super Changddai)
4. Good-bye Baby (versione cinese) – 3:45 (Park Jin-young)

## Formazione
- Fei – voce
- Jia – rapper, voce
- Min – voce
- Suzy – voce

## Classifiche
| Classifica (2011) | Posizione massima |
| ----------------- | ----------------- |
| Corea del Sud     | 9                 |